# Sousa (állatnem)
A Sousa az emlősök (Mammalia) osztályának párosujjú patások (Artiodactyla) rendjébe, ezen belül a delfinfélék (Delphinidae) családjába tartozó nem.

## Rendszerezés
A nembe az alábbi 4 faj tartozik:
- keleti delfin (Sousa chinensis) (Osbeck, 1765) - típusfaj
- indiai púposdelfin (Sousa plumbea) (G. Cuvier, 1829)
- Sousa sahulensis Jefferson & Rosenbaum, 2014 - ezt a fajt csak 2014.07.31.-én írták le a „Marine Mammal Science” című magazinban[1][2]
- nyugat-afrikai púposdelfin (Sousa teuszii) (Kükenthal, 1892)

A 2000-es évek közepéig, a tudósok csak két fajt fogadtak el ebben a nemben, a nyugat-afrikai púposdelfint és a keleti delfint. Rice szerint, akinek munkáját a rendszertani besorolások terén sokan használnak, három faj is létezik, mivel ő a keleti delfint szétválassza az Indiai-óceánban levő és a Csendes-óceánban élő állományokra. Rice szerint a két állomány két külön fajt alkot. A két faj elterjedési területének határa az indonéziai Szumátra szigetnél van. De azért a „határvonal” közelében a két faj keveredik egymással.
Továbbá az ausztrál Graham Ross írja: „Akárhogy, a legújabb alak- és méretvizsgálatok valamelyest a genetikai vizsgálatokkal is alátámasztva, azt mutatják, hogy egyetlen, formailag változékony fajról van szó, melynek elnevezésére a Sousa chinensis név élvez elsőbbséget.”

## Előfordulásuk
A Sousa-fajok elterjedési területe Nyugat-Afrika partjaitól Dél-Afrika és Dél-Ázsia mentén keresztül, egészen Indonézia keleti részéig és Ausztrália partjáig terjed.

## Megjelenésük
Az állatok legfőbb jellemzői a jól látható púpjuk és a meghosszabbodott hátúszójuk; utóbbi az idősebb állatoknál mutatkozik. Eme fajok átlagos hossza 1,8-2,6 méter, míg testtömege 100-139 kilogramm közötti.

### Fordítás
- Ez a szócikk részben vagy egészben  a   Humpback dolphin című angol Wikipédia-szócikk ezen változatának fordításán alapul.  Az eredeti cikk szerkesztőit annak laptörténete sorolja fel. Ez a jelzés csupán a megfogalmazás eredetét és a szerzői jogokat jelzi, nem szolgál a cikkben szereplő információk forrásmegjelöléseként.